# Pio IX
Pio IX est une municipalité brésilienne située dans l'État du Piauí.